# 阙振寰
阙振寰（1924年1月—2016年5月2日），籍贯昆明。中国共产党党员，中国民主同盟盟员。中学就读于昆明一中。1946年7月毕业于贵州大学文理学院化学系，先后在贵阳中南橡胶厂、昆明昆华中学、昆明一中工作，1956年调入昆明贵金属研究所。在昆明贵金属研究所工作期间曾任室主任、副所长、学委会主任等职务。
1962年，阙振寰发明了提纯铂技术—“载体水解法”。作为当时世界上最先进、应用最广泛的高纯度铂提取技术，一直沿用至今。
2016年5月2日，阙振寰在昆明因病去世，享年93岁。
阙振寰的著作主要有：《铂族金属 性质、冶金、材料、应用》等。